# Asociación de Federaciones Deportivas Internacionales Reconocidas por el COI
La Asociación de Federaciones Deportivas Internacionales Reconocidas por el COI (en inglés: Association of IOC Recognised International Sports Federations, ARISF) es una organización no gubernamental sin fines de lucro constituida y reconocida por el Comité Olímpico Internacional (COI). Los miembros de ARISF son federaciones deportivas internacionales reconocidas por el COI que actualmente no compiten ni en los Juegos Olímpicos de Verano ni en los de Invierno. 
Entre los objetivos de ARISF se encuentran: actuar como portavoz para defender y coordinar los intereses comunes de sus miembros manteniendo su autoridad, independencia y autonomía, determinar el consenso de las federaciones miembro sobre cuestiones de interés común en relación con el Movimiento Olímpico y asegurar la mayor participación posible en las actividades del COI.
Fundada en 1983, su sede está en la ciudad de Lausana, en Suiza. 

## Miembros
37 federaciones deportivas internacionales integran ARISF:
| Deporte                 | Federación                                                    | Sitio Web oficial            |
| ----------------------- | ------------------------------------------------------------- | ---------------------------- |
| Ajedrez                 | Federación Internacional de Ajedrez (FIDE)                    | FIDE.com                     |
| Automovilismo           | Federación Internacional del Automóvil (FIA)                  | FIA.com                      |
| Bandy                   | Federación Internacional de Bandy (FIB)                       | InternationalBandy.com       |
| Billar                  | Confederación Mundial de Billar (WCBS)                        | Billiard-WCBS.org            |
| Boules                  | Confederación mundial de Deportes de Bolas (CMSB)             | CMSBoules.org                |
| Bolos                   | Federación Internacional de Bolos (IBF)                       | bowling.sport                |
| Bridge                  | Federación Mundial de Bridge (WBF)                            | WorldBridge.org              |
| Cheerleading o porrismo | International Cheer Union (ICU)                               | CheerUnion.org               |
| Críquet                 | International Cricket Council (ICC)                           | ICC-Cricket.com              |
| Deportes aeronáuticos   | Federación Aeronáutica Internacional (FAI)                    | FAI.org                      |
| Deportes subacuáticos   | Confederación Mundial de Actividades Subacuáticas (CMAS)      | CMAS.org                     |
| Deportes Universitarios | Federación Internacional de Deportes Universitarios (FISU)    | FISU.net                     |
| Esquí acuático          | Federación Internacional de Esquí Acuático y Wakeboard (IWWF) | IWSF.com                     |
| Esquí de travesía       | International Ski Mountaineering Federation (ISMF)            | ISMF-Ski.org                 |
| Floorball               | Federación Internacional de Floorball (IFF)                   | Floorball.org                |
| Frisbee                 | Federación Mundial de Frisbee (WFDF)                          | WFDF.org                     |
| Fútbol americano        | Federación Internacional de Fútbol Americano (IFAF)           | IFAF.org                     |
| Ice stock sport         | Federación Internacional de Icestocksport (IFI)               | Icestocksport.com            |
| Juego de la soga        | Federación Internacional de Sogatira (TWIF)                   | TugOfWar-TWIF.org            |
| Kickboxing              | Asociación Mundial de Organizaciones de Kickboxing (WAKO)     | WAKO.sport                   |
| Korfball                | Federación Internacional de Korfball (IKF)                    | IKF.org                      |
| Lacrosse                | World Lacrosse (WL)                                           | worldlacrosse.sport          |
| Life Saving             | International Life Saving Federation (ILSF)                   | ILSF                         |
| Montañismo              | Unión Internacional de Asociaciones de Alpinismo (UIAA)       | TheUIAA.org                  |
| Motociclismo            | Federación Internacional de Motociclismo (FIM)                | FIM-live.com                 |
| Motonáutica             | Unión Motonáutica Internacional (UIM)                         | UIMPowerboating.com          |
| Muaythai                | Federación Internacional de Asociaciones de Muaythai (IFMA)   | IFMAMuayThai                 |
| Netball                 | Federación Internacional de Netball (INF)                     | Netball.org                  |
| Orientación             | Federación Internacional de Orientación (IOF)                 | Orienteering.org             |
| Pelota vasca            | Federación Internacional de Pelota Vasca (FIPV)               | FIPV.net                     |
| Polo                    | Federación Internacional de Polo (FIP)                        | FIPPolo.com                  |
| Raquetbol               | Federación Internacional de Raquetbol (IRF)                   | InternationalRacquetball.com |
| Sambo                   | Federación Internacional de Sambo (FIAS)                      | Sambo.sport                  |
| Squash                  | Federación Mundial de Squash (WSF)                            | WorldSquash.org              |
| Sumo                    | Federación Internacional de Sumo (IFS)                        | AmateurSumo.com              |
| Wushu                   | Federación Internacional de Wushu (IWUF)                      | IWUF.org                     |

## Organización
ARISF está gobernada por un Consejo, conformado por un presidente, un vicepresidente, un secretario general y otros 3 miembros, todos de diferentes federaciones deportivas.